# Dichagyris adelfi
Dichagyris adelfi is een vlinder uit de familie uilen (Noctuidae). De wetenschappelijke naam is voor het eerst geldig gepubliceerd in 1999 door Fibiger,  Nilsson & Svendsen.
De soort komt voor in Europa.